# Antoine-Augustin Bruzen de La Martinière
 (juin 2011).
Si vous disposez d'ouvrages ou d'articles de référence ou si vous connaissez des sites web de qualité traitant du thème abordé ici, merci de compléter l'article en donnant les références utiles à sa vérifiabilité et en les liant à la section « Notes et références ».

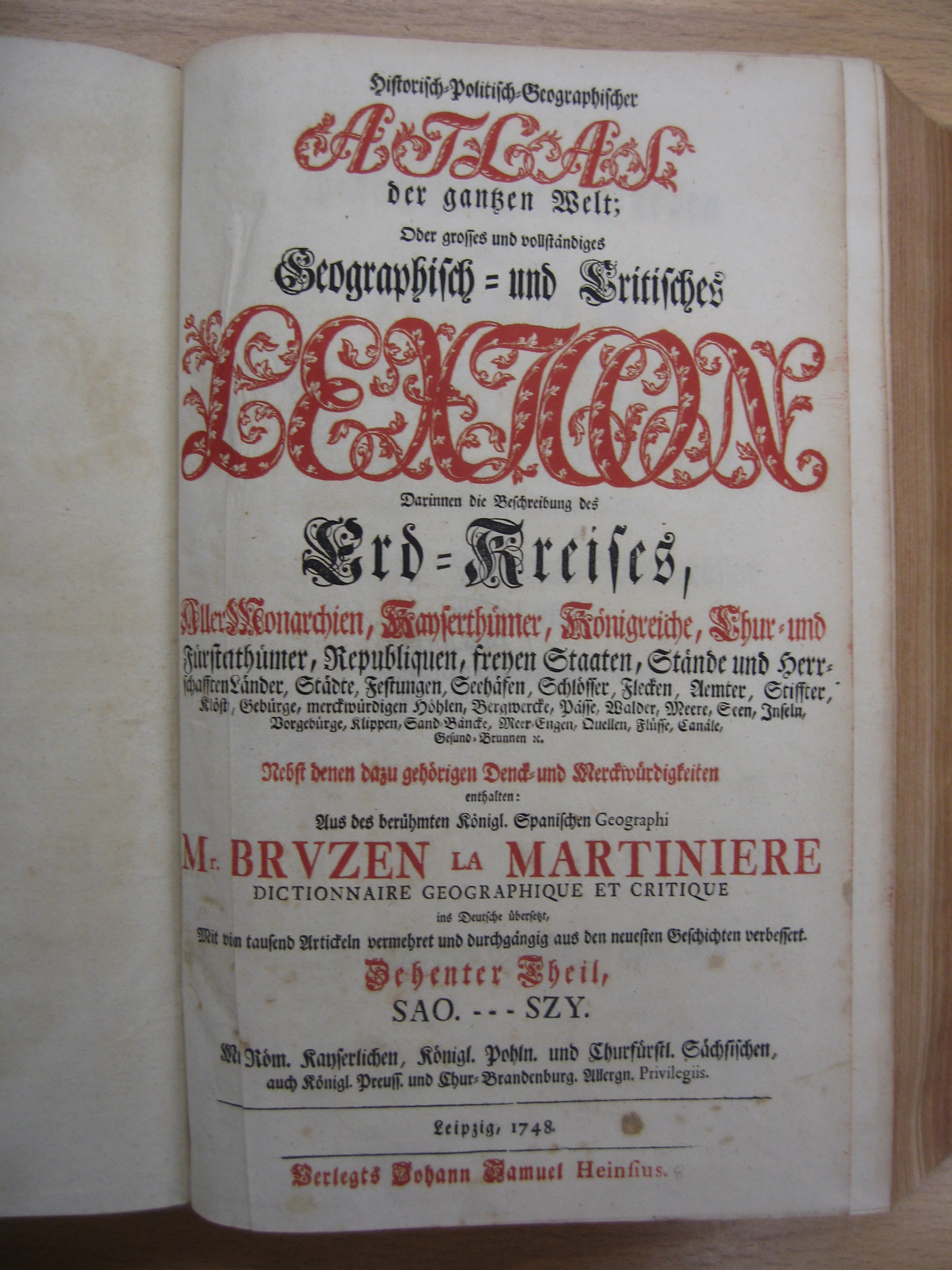
Page de titre d'une édition allemande de 1748 du Grand Dictionnaire géographique et critique.

Antoine-Augustin Bruzen de La Martinière, né à Dieppe en 1662 et mort à La Haye le 19 juin 1746, est un historien et compilateur français.

## Biographie
La Martinière fit ses études à Paris, sous la direction de son grand-oncle l'exégète Richard Simon, qui lui inspira le goût des études historiques et géographiques. Grâce aux munificences de ses mécènes, il vécut à la cour du duc Frédéric-Guillaume de Mecklembourg-Schwerin, puis à celle de François Farnèse, duc de Parme et Plaisance. Il fut aussi employé par le roi Philippe V d'Espagne et le royaume des Deux-Siciles.

## Publications
- L'Art de conserver sa santé, par l'école de Salerne. Traduction nouvelle en vers françois par M. B.L.M. Augmenté d'un traité sur la conservation de la beauté des dames, et de plusieurs autres secrets utiles et agréables. Paris, Compagnie des libraires, 1760 ; 1772. Ce sont les préceptes de santé de l'école de médecine de Salerne (369 vers latins traduits en vers français). De nombreux préceptes concernent le vin : le choix et les marques du bon vin, des vins doux et blancs, du vin rouge, des effets des bons vins, du moût, mauvais effets du moût, de la soupe au vin, remède pour ceux qui ont trop bu de vin au souper, des choses qui corrigent la boisson. D'autres pièces concernent la bière, le vinaigre, les viandes, légumes, épices. Les poèmes latins accompagnent la version française. Cette version contient en plus une collection de recettes de beauté et d'hygiène.
- Entretien des ombres aux champs Elisées, sur divers sujets d'histoire, de politique, de morale, ouvrage traduit de l'allemand par Mr Valentin Jungerman, auteur Bruzen de La Martinière, paru en 1722-1723.
- Introduction à l'histoire de l'Asie, de l'Afrique, et de l'Amérique. Pour servir de suite à l'introduction à l'histoire du baron de Pufendorff, de Bruzen de La Martinière, Amsterdam, 1735.
- Le Grand Dictionnaire géographique et critique
  - une édition en neuf volumes, La Haye, Amsterdam, Rotterdam, P. Gosse et al., 1726-1739[1].
  - une édition en dix volumes, Venise, Pasquali, 1737 -1741.
  - nouvelle édition complétée et corrigée en six volumes, Paris, Chez les libraires associés, 1768.

Le traducteur  et historien Jean-Baptiste Des Roches de Parthenay participa  à la rédaction du dictionnaire.
- Introduction générale à l'étude des sciences et des belles-lettres, en faveur des personnes qui ne savent que le françois. Précédée par Conseils pour former une bibliothèque peu nombreuse, mais choisie. (Par J. H. S. Formey), par Bruzen de La Martinière (Antoine-Augustin), Paris, 1756.
- La Martinière (Antoine-Augustin Bruzen de), in : Jean Chrétien Ferdinand Hoefer, Nouvelle biographie générale, Band 29: La Liborlière – Lavoisien, Paris 1859, p. 94-98.